# Прашице
Прашице (слч. Prašice) насељено је мјесто са административним статусом сеоске општине (слч. obec) у округу Топољчани, у Њитранском крају, Словачка Република.

## Становништво
| Година:    | 1994. | 2004.   | 2014.   | 2024.   |
| ---------- | ----- | ------- | ------- | ------- |
| Број људи: | 2090  | 2066    | 2041    | 1973    |
| Разлика:   |       | -1,14 % | -1,21 % | -3,33 % |

| Година:    | 2023. | 2024.   |
| ---------- | ----- | ------- |
| Број људи: | 1986  | 1973    |
| Разлика:   |       | -0,65 % |

Према подацима о броју становника из 2011. године насеље је имало 2.027 становника.